# Сенокос (община Цариброд)
Вижте пояснителната страница за други значения на Сенокос.
Сенокос е село в Западните покрайнини, община Цариброд, Пиротски окръг, Сърбия. Разположено е на юг от билото на Стара планина, в областта Горни Висок. През 2002 година населението на Сенокос е 44 души, докато през 1991 г. е било 78 души. Според официалните данни от 2002 г. в селото живеят 29 българи и 15 сърби.

## Обща информация
Селото е разположено в района на Горни Висок. От Освобождението до Ньойския договор то е попадало в границите на Княжество България в рамките на община Славиня, Трънски окръг.

## История
В съкратен регистър на Пиротския кадилък от 1530 г. Сеноковче е отбелязано като село с 42 домакинства и 5 неженени.
Селото се споменава под сегашното си име в османотурски данъчен регистър на джелепкешаните от 1576 година. Седем данъчно задължени лица – Лале Стоян, Иван, златар, Пею Дойнин, поп Драган, Стоян Иван, поп Тодор и Петко Стоил, дължат налог от 285 овце.
Според преброяването от 1881 година се е състояло от 80 къщи с население от 625 жители българи, между които 5 мюсюлмани и една рускиня.
Основното занятие на населението му е било овцевъдството, но имало и занаятчии, между които каменоделци и строители. Знае се, че къщите в Сенокос са били градени в миналото както от майстори от съседното село Каменица, така и от местни.
Селският енорийски храм „Св.вмч. Панталеймон Целител“ е изграден в периода 1870-1872 година, но иконостасът е изработен за две години от 1873 до 1875 година, като повечето икони са дело на Никола Образописов от Самоков от 1873 година. Една от тях според ктиторския си надпис е дарена от Никола Манчов от Берковица. Черквата е била частично изписана от Никола Образописов, вероятно през 1873 година, а в 1899 година - от друг зограф, чието име не е известно, е добавил още една сцена – „Страданието на св. Иван Рилски Чудотворец“, както и образите на светите братя Кирил и Методий. В църквата са запазени няколко богослужебни и църковни книги от средата на XIX век и икони, дарени от съседните села, както и една от Самоков.
В селското гробище има надгробия и части от оброчни кръстове, датиращи от 1821, 1860, 1900 и други години. Повечето от тях били изработени в съседното село Каменица. Около 1990 година сводът на черквата се пропукал и в периода 2004-2005 година е преизграден и укрепен със скрит стоманобетонов пояс. Според местното предание черквата била изградена от външни майстори. Стиловите ѝ особености показват, че тя е несъмнено дело на славински строители.

## Личности
Родени в Сенокос
- Тодор Пакшин Мадов (1882-?), български офицер, подпоручик от 1913 г., капитан от 1920 г., служил в 25 Драгомански полк, уволнен през 1919 г.[4]